# Eupithecia exicterata
Eupithecia exicterata es una especie de polilla de la familia Geometridae. La especie fue descrita por primera vez por Vladimir G. Mironov y Ulrich Ratzel, habiendo sido descrita en 2008, con distribución en Afganistán y el Himalaya occidental, incluyendo Pakistán y la India. Es una polilla pequeña a envergadura es de 21 a 25 milímetros (0,8 a 1 plg).